# Championnat des Pays-Bas de rugby à XV 2018-2019
Navigation
Championnat 2017-2018 Championnat 2019-2020
Le Championnat des Pays-Bas de rugby à XV 2018-2019 appelé Ereklasse 2018-2019, oppose les douze meilleures équipes néerlandaises de rugby à XV. Il débute le 15 septembre 2018 pour s'achever par une finale disputée le 18 mai 2019.			

## Les clubs de l'édition 2018-2019
Les douze équipes qui participent à l'Ereklasse sont :			
| Delft Ascrum Castricum 't Gooi Den Haag Hilversum Amstelveen Leyde Oemoemenoe The Dukes Waterland The Bassets |

| Équipe          | Stade                    | Capacité | Ville       |
| --------------- | ------------------------ | -------- | ----------- |
| Delftsche SR-C  |                          |          | Delft       |
| ASRV Ascrum     | De Eendracht             |          | Amsterdam   |
| Castricumse RC  | Wouterland               |          | Castricum   |
| RC The Bassets  |                          |          | Sassenheim  |
| RC 't Gooi      | Sportpark Naarden        |          | Naarden     |
| Haagsche RC     | Bouwmeesterlaan          |          | La Haye     |
| RC Hilversum    | Sportpark Berestein      |          | Hilversum   |
| Amstelveense RC | Sportpark Sportlaan West |          | Amstelveen  |
| LRC DIOK        | Smaragdlaan              |          | Leyde       |
| EZRC Oemoemenoe | De Sprong                |          | Middelbourg |
| RC The Dukes    | Pettelaer                |          | Bois-le-Duc |
| RC Waterland    | Van IJsendijkstraat      |          | Purmerend   |

## Première phase

### Classement
| Rang | Club                | J  | V  | N | D  | Pm  | Pe  | Diff | Pts |
| ---- | ------------------- | -- | -- | - | -- | --- | --- | ---- | --- |
| 1    | RC 't Gooi (T)      | 11 | 10 | 0 | 1  | 444 | 163 | +281 | 51  |
| 2    | RC Hilversum        | 11 | 10 | 1 | 0  | 668 | 137 | +531 | 50  |
| 3    | LRC DIOK            | 11 | 9  | 0 | 2  | 491 | 194 | +297 | 46  |
| 4    | Castricumse RC      | 11 | 9  | 0 | 2  | 459 | 186 | +273 | 46  |
| 5    | Haagsche RC         | 11 | 7  | 0 | 4  | 314 | 260 | +54  | 36  |
| 6    | RC The Dukes        | 11 | 6  | 0 | 5  | 327 | 284 | +43  | 32  |
| 7    | ASRV Ascrum         | 11 | 3  | 1 | 7  | 268 | 362 | -94  | 21  |
| 8    | Amsteelvense RC (P) | 11 | 3  | 1 | 7  | 192 | 423 | -231 | 18  |
| 9    | EZRC Oemoemenoe     | 11 | 3  | 0 | 8  | 246 | 442 | -196 | 16  |
| 10   | RC The Bassets      | 11 | 2  | 0 | 9  | 195 | 503 | -308 | 11  |
| 11   | RC Waterland        | 11 | 2  | 0 | 9  | 171 | 419 | -248 | 11  |
| 12   | Delftsche SR-C      | 11 | 1  | 0 | 10 | 199 | 601 | -402 | 8   |

|  | Qualifiés pour la poule finale (no 1, no 2, no 3, no 4, no 5, no 6).           |
|  | Qualifiés pour la poule de relégation (no 7, no 8, no 9, no 10, no 11, no 12). |
|  | T : tenant du titre 2018, P : promu 2018.                                      |

Attribution des points' : victoire sur tapis vert : 5, victoire : 4, match nul : 2, défaite : 0, forfait : -5 ; plus les bonus (offensif : 4 essais marqués ; défensif : défaite par 7 points d'écart ou moins).			
Règle de classement : ?			

## Deuxième phase

### Tournoi final

#### Classement
| Rang | Club           | J  | V | N | D  | Pm  | Pe  | Diff | Pts |
| ---- | -------------- | -- | - | - | -- | --- | --- | ---- | --- |
| 1    | RC 't Gooi     | 10 | 7 | 0 | 3  | 249 | 159 | +90  | 42  |
| 2    | LRC DIOK       | 10 | 8 | 0 | 2  | 295 | 216 | +79  | 41  |
| 3    | RC Hilversum   | 10 | 7 | 0 | 3  | 309 | 178 | +131 | 39  |
| 4    | Haagsche RC    | 10 | 4 | 0 | 6  | 238 | 252 | -14  | 24  |
| 5    | Castricumse RC | 10 | 4 | 0 | 6  | 251 | 256 | -5   | 24  |
| 6    | RC The Dukes   | 10 | 0 | 0 | 10 | 178 | 459 | -281 | 4   |

|  | Finalistes (no 1, no 2). |

Attribution des points' : victoire sur tapis vert : 5, victoire : 4, match nul : 2, défaite : 0, forfait : -5 ; plus les bonus (offensif : 4 essais marqués ; défensif : défaite par 7 points d'écart ou moins).			
Règle de classement : ?			

##### Résultats
| Clubs          | CAS   | DIO   | DUK   | GOO   | HAA   | HIL   |
| -------------- | ----- | ----- | ----- | ----- | ----- | ----- |
| Castricumse RC |       | 24-43 | 60-17 | 15-31 | 34-38 | 19-17 |
| LRC DIOK       | 17-15 |       | 62-24 | 38-26 | 7-45  | 34-23 |
| RC The Dukes   | 31-46 | 17-45 |       | 21-43 | 34-37 | 7-59  |
| RC 't Gooi     | 22-11 | 0-5   | 34-7  |       | 26-17 | 17-21 |
| Haagsche RC    | 10-13 | 22-25 | 21-5  | 10-35 |       | 5-35  |
| RC Hilversum   | 30-14 | 20-19 | 52-15 | 14-15 | 38-33 |       |

|  | Victoire à domicile |  | Match nul |  | Défaite à domicile |

#### Finale
| 18 mai 2019 15 h 00 CET | RC 't Gooi | 12 - 20 (-) | LRC DIOK | NRCA Stadium, Amsterdam |
| 18 mai 2019 15 h 00 CET |            |             |          | NRCA Stadium, Amsterdam |
| 18 mai 2019 15 h 00 CET |            |             |          | NRCA Stadium, Amsterdam |

### Tournoi maintien-relégation

#### Classement
| Rang | Club            | J  | V | N | D  | Pm  | Pe  | Diff | Pts |
| ---- | --------------- | -- | - | - | -- | --- | --- | ---- | --- |
| 7    | ASRV Ascrum     | 10 | 9 | 0 | 1  | 400 | 166 | +234 | 49  |
| 8    | EZRC Oemoemenoe | 10 | 7 | 0 | 3  | 295 | 225 | +70  | 39  |
| 9    | RC Waterland    | 10 | 6 | 0 | 4  | 288 | 249 | +39  | 33  |
| 10   | Delftsche SR-C  | 10 | 5 | 0 | 5  | 256 | 256 | 0    | 28  |
| 11   | Amsteelvense RC | 10 | 3 | 0 | 7  | 242 | 271 | -29  | 20  |
| 12   | RC The Bassets  | 10 | 0 | 0 | 10 | 160 | 474 | -314 | 0   |

|  | Finalistes (no 7, no 8). |

Attribution des points' : victoire sur tapis vert : 5, victoire : 4, match nul : 2, défaite : 0, forfait : -5 ; plus les bonus (offensif : 4 essais marqués ; défensif : défaite par 7 points d'écart ou moins).			
Règle de classement : ?			

##### Résultats
| Clubs           | AMS   | ASC   | BAS   | DEL   | OEM   | WAT   |
| --------------- | ----- | ----- | ----- | ----- | ----- | ----- |
| Amstelveense RC |       | 12-33 | 47-20 | 14-34 | 26-30 | 17-15 |
| ASRV Ascrum     | 39-10 |       | 48-17 | 46-5  | 33-41 | 71-15 |
| RC The Bassets  | 5-80  | 15-58 |       | 31-39 | 32-35 | 15-58 |
| Delftsche SR-C  | 24-7  | 17-18 | 53-11 |       | 24-22 | 19-52 |
| EZRC Oemoemenoe | 47-14 | 17-31 | 30-0  | 24-15 |       | 28-14 |
| RC Waterland    | 24-15 | 17-23 | 26-14 | 31-26 | 36-21 |       |

|  | Victoire à domicile |  | Match nul |  | Défaite à domicile |

#### Finale
| 19 mai 2019 15 h 00 CET | ASRV Ascrum | 40 - 10 | EZRC Oemoemenoe | NRCA Stadium, Amsterdam |
| 19 mai 2019 15 h 00 CET |             |         |                 | NRCA Stadium, Amsterdam |
| 19 mai 2019 15 h 00 CET |             |         |                 | NRCA Stadium, Amsterdam |